# Liceo ginnasio statale Giosuè Carducci
Il liceo ginnasio statale "Giosuè Carducci" o, semplicemente, liceo classico "Carducci", è un liceo classico di Milano, con sede in via Beroldo 9, accanto a Piazzale Loreto.

## Storia
Il Quinto Regio Liceo-Ginnasio venne fondato a Milano nel 1932 e la sua prima sede fu in via Lulli, 39. In quel particolare clima politico (si era nel pieno periodo fascista) si decise quasi subito di dedicarlo ad un grande italiano e il 18 ottobre 1932 fu infatti votata all'unanimità, in un tripudio di esaltazione retorica nazionalista, la nuova intitolazione di Liceo ginnasio Giosuè Carducci.

### Il periodo bellico e la resistenza
Durante la Resistenza, nel liceo si formò un gruppo di studenti e insegnanti a sostegno delle attività partigiane di Quintino Di Vona (dal liceo trasferito per le sue idee antifasciste al ginnasio inferiore in via Antonio Sacchini che sarà poi a lui intitolato). Tra questi Armando Cossutta, Gianfranco Maris e Maria Massariello Arata.
Il 19 gennaio 1944 una squadra della Ettore Muti (tra di loro anche Carlo Borsani) fece irruzione nei locali del liceo, che era divenuto un centro per l'organizzazione della Resistenza
L'azione, motivata con l'intenzione di reclutare nuovi volontari per la Repubblica Sociale, sfociò in aggressione verso alcuni ragazzi, in particolare su Enzo Capitano. Questi venne poi trasferito in un'altra sede, dove fu interrogato e sottoposto a nuove violenze. In seguito, Capitano fu catturato e deportato nel campo di concentramento di Ravensbrück, dove morì il 9 maggio 1945
Oltre ai già citati, furono numerosi gli oppositori al fascismo legati all'istituto, anche ebrei, che vennero per questo perseguitati o che subirono un destino tragico.

### Il secondo dopoguerra
Nel 1959 il liceo venne trasferito in via Beroldo.
Tra il 1962 e il 1963, l'istituto collaborò con il Piccolo Teatro di Milano e fu coinvolto in proteste studentesche (per alcuni, un anticipo del Sessantotto).
Attorno al 2009 venne ritrovata l'opera di Fausto Melotti I Sette Savi dimenticata nei magazzini. Le sculture erano state commissionate dal comune all'artista nel 1960 e destinate alla nuova sede del liceo appena trasferito in via Beroldo. Nel 1964 furono imbrattate da alcuni studenti, spostate in un deposito e dimenticate per quarant'anni. Casualmente ritrovate, si presentarono danneggiate e la famiglia Melotti rifiutò di lasciarle ancora al liceo. Anche Vittorio Sgarbi e l'ex alunno del liceo Gerry Scotti intervennero in tale occasione.
Tra gli alunni illustri del liceo negli anni del dopoguerra si ricordano Gino Strada, Lella Costa e Valerio Onida mentre tra i docenti noti, Salvatore Guglielmino

## Strutture
La sede principale ha un'Aula magna (240 posti), palestre, laboratori multimediali, aule speciali e una biblioteca con circa 30 000 volumi.
La succursale ha varie aule ed ambienti polifunzionali, una palestra ed uno spazio esterno.

## Pubblicazioni e attività
Ebbe vita brevissima la pubblicazione Mr. Giosuè, uscita solo nel 1966. 
Il liceo pubblica la collana: Simposio. Dal 2005 si è costituita l'Associazione Carducciani tra ex docenti ed ex alunni dell'istituto. Dal 2013, con altri istituti superiori milanesi aderisce al Festival "Rete Teatro".

### Stampa studentesca
Dopo l'esperienza di Mr. Giosuè degli anni '60, seguono diverse esperienze di giornali studenteschi, riprese e interrotte più volte fino agli anni '90. Nel 2002 nasce La Finestra sul Cortile, che cambierà poi nome ne L'Oblò sul Cortile nel 2006. L'Oblò si trova, l'anno successivo alla sua fondazione, al centro di uno scontro tra gli studenti e la Preside dell'epoca, Mirella De Carolis, sulla libertà di stampa. Negli anni dal 2007 al 2010 nasceranno altre testate all'interno del liceo, spesso gestite da ex membri della redazione dell'Oblò, come ad esempio Satura Lanx e The Fool.. Di queste testate, l'unica rimasta ancora attiva è l'Oblò.